# Mk 82
Az Mk 82 repesz-romboló légibomba, melyet az Amerikai Egyesült Államokban terveztek és gyártanak. A Mark 80 sorozatú bombák legkisebb széles körben alkalmazott típusa, névleges tömege 227 kg (500 font). A világon alkalmazott egyik leggyakoribb bomba. Lézerirányítású változata a GBU–12, GPS-irányítású változata a GBU–38 JDAM.
A Magyar Honvédség is rendszeresítette a Gripen repülőgépek fegyverzeteként. 

## Lásd még
- Mk 83
- Mk 84